# Гаминольф
Гаминольф (нем. Gaminolf, † 979), также Гаменольф — епископ Констанца, занимавший кафедру в период с 975 по 979 годы.
О жизни и деятельности Гаминольфа в качестве епископа почти ничего достоверно неизвестно, а доступные сведения носят в значительной степени случайный характер косвенных свидетельств.
Предположительно, он происходил из приближённого к королевскому двору дворянского рода, и, тем самым, не случайно стал предстоятелем крупнейшей по площади германской епархии. Эту гипотезу подтверждает его посвящение в сан в присутствии Отто II в императорском пфальце Эрштайн епископами Виллигисом Майнцским и Эрканбальдом Страсбургским.
На основании ряда письменных упоминаний в документах аббатств Санкт-Галлен и Райхенау можно также заключить, что Гаминольф поддерживал с ними особо тесные отношения. Вместе с тем, согласно некоторым данным, санкт-галленский монах и знаменитый врачеватель Ноткер II Медикус отказался лечить заболевшего оспой епископа.
Из созданного в XIV веке сочинения лат. Liber constructionis monasterii ad S. Blasium следует, кроме того, что он освятил перестроенную монастырскую церковь аббатства св. Власия в Шварцвальде.